# 2018年のメジャーリーグベースボール
2018年のメジャーリーグベースボール（2018ねんのメジャーリーグベースボール）では2018年のメジャーリーグベースボール（MLB）の出来事における動向をまとめる。
2017年のメジャーリーグベースボール - 2018年のメジャーリーグベースボール - 2019年のメジャーリーグベースボール

## できごと

### 1月
- 4日
  - ロサンゼルス・ドジャース、カンザスシティ・ロイヤルズが絡む三角トレードで、シカゴ・ホワイトソックスがホアキム・ソリア、ルイス・アビランを獲得[1]。
- 10日
  - ニューヨーク・メッツはクリーブランド・インディアンスからFAのジェイ・ブルースと3年総額3900万ドルの契約に合意[2]。
- 12日
  - トロント・ブルージェイズのジョシュ・ドナルドソンが1年2300万ドルで契約延長。年俸調停の資格を持つ選手の1年契約としては史上最高額（従来の最高はブライス・ハーパーの2165万ドル）[3]。
- 13日
  - ミネソタ・ツインズはボストン・レッドソックスからFAのアディソン・リードと2年1675万ドルの契約に合意[4]。
  - サンディエゴ・パドレスはブラッド・ハンドと2020年までの3年1975万ドルの契約延長[5]。
- 15日
  - サンフランシスコ・ジャイアンツは、ピッツバーグ・パイレーツとのトレードでアンドリュー・マカッチェンを獲得[6]。
- 17日
  - ピッツバーグ・パイレーツはフェリペ・リベロと2021年までの4年総額2200万ドルの契約延長[7]。
  - アリゾナ・ダイヤモンドバックスのヤズマニー・トマスがアリゾナ州で無謀運転とスピード違反の容疑で逮捕[8]。
- 25日
  - マイアミ・マーリンズのクリスチャン・イエリッチと、ミルウォーキー・ブルワーズのルイス・ブリンソンら4選手とのトレードが成立[9]。
  - ミルウォーキー・ブルワーズはカンザスシティ・ロイヤルズからFAのロレンゾ・ケインと5年8000万ドルの契約に合意[9]。

### 2月
- 5日
  - ニューヨーク・メッツはニューヨーク・ヤンキースからFAのトッド・フレイジャーと2年1700万ドルの契約に合意[10]。
- 10日
  - ロサンゼルス・ドジャースからFAのダルビッシュ有がシカゴ・カブスと6年1億2600万ドルの契約に合意。ダルビッシュには2年目終了後に残りの契約を破棄する権利がある[11]。
- 13日
  - ピッツバーグ・パイレーツのゲリット・コールと、ヒューストン・アストロズのマイケル・フェリス、ジョー・マスグローブら4選手とのトレードが成立[12]。
- 15日
  - ボルチモア・オリオールズは、テキサス・レンジャーズからFAのアンドリュー・キャッシュナーと2年1600万ドルの契約を結んだ[13]。
  - トロント・ブルージェイズは、ニューヨーク・ヤンキースからFAのハイメ・ガルシアと1年総額1000万ドルの契約を結んだことを発表[14]。
- 16日
  - ニューヨーク・メッツはカンザスシティ・ロイヤルズからFAのジェイソン・バルガスと2年1600万ドルの契約を結んだことを発表[15]。
- 17日
  - サンディエゴ・パドレスは、カンザスシティ・ロイヤルズからFAのエリック・ホズマーと8年1億4400万ドルの契約に合意[16]
- 19日
  - ボストン・レッドソックスは、アリゾナ・ダイヤモンドバックスからFAのJ・D・マルティネスと5年1億1000万ドルの契約を結んだ[17]。
- 20日
  - タンパベイ・レイズ、ニューヨーク・ヤンキースが絡む三角トレードで、アリゾナ・ダイヤモンドバックスがスティーブン・スーザ・ジュニアを獲得[18]。
  - マイアミ・マーリンズは、キャメロン・メイビンと325万ドルで契約[19]

### 3月
- 5日
  - セントルイス・カージナルスはポール・デヨングと2023年までの6年総額2600万ドルで契約延長[20]。
- 7日
  - シアトル・マリナーズはマイアミ・マーリンズからFAのイチローと1年75万ドルで契約[21]。
- 10日
  - ミネソタ・ツインズはセントルイス・カージナルスからFAのランス・リンと1年1200万ドルの契約に合意[22]。
- 11日
  - フィラデルフィア・フィリーズはシカゴ・カブスからFAのジェイク・アリエータと3年7500万ドルの契約に合意[23]。
- 16日
  - ヒューストン・アストロズはホセ・アルトゥーベと2024年までの5年1億5100万ドルで契約延長[24]。
  - シンシナティ・レッズはエウヘニオ・スアレスと2024年までの7年6600万ドルで契約延長[25]。
- 18日
  - ミネソタ・ツインズのホルヘ・ポランコの薬物規定違反（スタノゾロール）により80試合出場停止処分[26]。
- 20日
  - ボルチモア・オリオールズはタンパベイ・レイズからFAのアレックス・カッブと4年5700万ドルの契約に合意[27]。
- 23日
  - ボストン・レッドソックスのスティーブン・ライトがDV規定違反により15試合出場停止[28]。
- 24日
  - ボストン・レッドソックスはクリスチャン・バスケスと2020年までの3年1355万ドルで契約延長[29]。
- 25日
  - フィラデルフィア・フィリーズはスコット・キンガリーと2023年までの6年2400万ドルで契約延長。MLBデビュー前の選手と複数年のメジャー契約延長はジョン・シングルトン以来史上2人目[30]。
- 26日
  - アリゾナ・ダイヤモンドバックスはケーテル・マルテと2022年までの5年2400万ドルで契約延長[31]。
- 29日
  - レギュラーシーズン開幕
  - ニューヨーク・ヤンキースのアーロン・ブーン監督がトロント・ブルージェイズ戦で史上4組目となる親子で監督として出場[32]。
  - シアトル・マリナーズのフェリックス・ヘルナンデスがクリーブランド・インディアンスとの開幕戦で史上7人目で歴代4位タイとなる10年連続開幕投手を務めた[33]。
  - シアトル・マリナーズのイチローがクリーブランド・インディアンスとの開幕戦で野手として歴代2番目の年長記録となる44歳5ヶ月で先発出場（最年長記録は2004年のフリオ・フランコの45歳7ヶ月）[34]。
  - セントルイス・カージナルスはコロラド・ロッキーズからFAのグレッグ・ホランドと1年1400万ドルの契約に合意[35]。
- 31日
  - トロント・ブルージェイズのケビン・ピラーがニューヨーク・ヤンキース戦で史上44人目（52度目）[36]となる1イニング3盗塁を達成[37]。

### 4月
- 4日
  - コロラド・ロッキーズはチャーリー・ブラックモンと6年1億800万ドルで契約[38]。
- 18日
  - シンシナティ・レッズはブライアン・プライス監督とマック・ジェンキンス（英語版）投手コーチを解任、後任監督に監督代行としてジム・リグルマンが就任[39]。
- 22日
  - サンフランシスコ・ジャイアンツのブランドン・ベルトがロサンゼルス・エンゼルス戦で歴代最多となる1打席21球を記録（従来の記録は1998年のリッキー・グティエレス（英語版）の20球）[40]。

### 5月
- 3日
  - シアトル・マリナーズは、所属選手のイチローが選手として5月3日以降、メジャーリーグロースターを外れて今シーズンの試合に出場しないこと及び、5月3日付にて球団特別アドバイザーに就任することを発表[41]。
- 4日
  - ロサンゼルス・ドジャースが対サンディエゴ・パドレス戦でウォーカー・ビューラー、トニー・シングラーニ、イーミ・ガルシア、アダム・リベラトーレの4投手によるMLB史上12度目の継投でのノーヒットノーランを達成。史上298度目[42]。
- 6日
  - アリゾナ・ダイヤモンドバックスの本拠地チェイス・フィールドで、MLBでは23年ぶりとなるリリーフカーが使用された（乗ったのはヒューストン・アストロズのコリン・マクヒュー）[43]。
- 10日
  - サンディエゴ・パドレスから自由契約となったクリス・ヤングが現役引退し、MLB機構の競技運営部門の副責任者に就任[44]。
- 15日
  - シアトル・マリナーズのロビンソン・カノが薬物規定違反（フロセミド）により、80試合の出場停止処分[45]。
- 19日
  - タンパベイ・レイズが初めてオープナーを採用[46]。先発投手は本来リリーフ投手のセルジオ・ロモ。
- 20日
  - セントルイス・カージナルスのジョーダン・ヒックスがフィラデルフィア・フィリーズ戦で、アロルディス・チャップマン以来史上2人目（3度目）で歴代最速タイとなる球速105.1mphを記録[47]。
- 24日
  - シカゴ・ホワイトソックスのウェリントン・カスティーヨが薬物規定違反（エリスロポエチン）により80試合の出場停止処分[48]。

### 6月
- 4日
  - 2018年のMLBドラフトでデトロイト・タイガースが全体1位でオーバーン大学の投手のケイシー・マイズを指名[49]。
  - デトロイト・タイガースは、田澤純一とマイナー契約を結んだことを発表[50]。
- 8日
  - ロサンゼルス・エンゼルスは、大谷翔平を右肘の内側側副靱帯の損傷のため同日から10日間の故障者リストに入れたことを発表[51]。
  - サンディエゴ・パドレスのホセ・トーレスがDV規定違反により100試合出場停止処分を科された[52]。
- 13日
  - MLB公式サイトは、デトロイト・タイガースのミゲル・カブレラが左上腕二頭筋の腱の手術を受けることを発表[53]。
- 18日
  - アリゾナ・ダイヤモンドバックスは中後悠平を自由契約にした[54]。
- 22日
  - MLB機構はトロント・ブルージェイズのロベルト・オスーナに75試合の出場停止処分を下した[55]。
- 23日
  - オークランド・アスレチックスが敵地での24試合連続本塁打。MLBタイ記録[56]。
- 25日
  - オークランド・アスレチックスのエドウィン・ジャクソンがデトロイト・タイガース戦で歴代最多タイとなる13球団目で出場（オクタビオ・ドーテルに並ぶジャーニーマンとなった）[57]。
- 27日
  - アリゾナ・ダイヤモンドバックスの平野佳寿が球団タイ記録の24試合連続無失点[58]。

### 7月
- 5日
  - ロサンゼルス・ドジャースのマイナー2選手とシンシナティ・レッズのディラン・フローロとマイナー選手が交換トレード[59]。
- 6日
  - MLB機構は2016年に永久追放されたヘンリー・メヒアの処分を解除、2019年より野球活動を可能とした[60]。
- 7日
  - カンザスシティ・ロイヤルズは大阪府在住で16歳の結城海斗とのマイナー契約に合意[61]。
- 14日
  - セントルイス・カージナルスはマイク・マシーニー監督、ジョン・メイブリー打撃コーチ、ビル・ミラー打撃コーチ補佐を解任（監督代行はマイク・シルトベンチコーチ）[62]。
- 16日
  - 本塁打競争がナショナルズ・パークで開催され、ブライス・ハーパーが初優勝[63]。
- 18日
  - ロサンゼルス・ドジャースはマイナー5選手とのトレードで、ボルチモア・オリオールズのマニー・マチャドを獲得[64]。
- 19日
  - サンディエゴ・パドレスのブラッド・ハンドとアダム・シンバーと、クリーブランド・インディアンスのフランシスコ・メヒアのトレードが成立[65]。
- 20日
  - セントルイス・カージナルスのマット・カーペンターがシカゴ・カブス戦で史上14人目となる1試合5長打を記録[66]。
  - 無所属のアントニオ・バスタルドが2回目の薬物規定違反により140試合の出場停止[67]。
- 21日
  - ニューヨーク・メッツのジェウリス・ファミリアと、オークランド・アスレチックスのウィル・トフィー（英語版）、ボビー・ウォールのトレードが成立[68]。
- 24日
  - ニューヨーク・ヤンキースのディロン・テイト、コディ・キャロル、ジョシュ・ロジャース（英語版）と、ボルチモア・オリオールズのザック・ブリットンがトレード[69]。
- 25日
  - ボストン・レッドソックスはジャレン・ビークスとのトレードで、タンパベイ・レイズのネイサン・イオバルディを獲得[70]。
- 26日
  - ニューヨーク・ヤンキースのブランドン・ドルーリー、ビリー・マッキニーと、トロント・ブルージェイズのJ.A.ハップがトレード[71]。
  - ロサンゼルス・エンゼルスのマーティン・マルドナードと、ヒューストン・アストロズのパトリック・サンドバルがトレード[72]。
  - テキサス・レンジャーズのコール・ハメルズと、シカゴ・カブスのエディ・バトラー、ローリー・レイシー（英語版）及び後日発表選手（アレクサンダー・オバレス）のトレードが成立[73]。
  - シカゴ・ホワイトソックスのホアキム・ソリアと、ミルウォーキー・ブルワーズのコディ・メデイロス（英語版）、ウィルバー・ペレスのトレードが成立[74]。
- 27日
  - セントルイス・カージナルスのルーク・ボイトと、チェイスン・シュリーブ、ジオバニー・ガジェゴスのトレードが成立[75]。
  - カンザスシティ・ロイヤルズのマイク・ムスタカスと、ミルウォーキー・ブルワーズのブレット・フィリップス、ホルヘ・ロペスがトレード[76]。
- 29日
  - トロント・ブルージェイズのルルデス・グリエル・ジュニアがシカゴ・ホワイトソックス戦で1901年以降で7人目となる11試合連続マルチヒットを記録[77]。
- 30日
  - ロサンゼルス・エンゼルスのイアン・キンズラーと、ボストン・レッドソックスのウィリアムズ・ヘレス、タイ・バトリーがトレード[78]。
  - トロント・ブルージェイズのロベルト・オスーナと、ヒューストン・アストロズのケン・ジャイルズ、ヘクター・ペレス、デビッド・ポーリーノがトレード[79]。
  - シンシナティ・レッズのアダム・デュバルと、アトランタ・ブレーブスのプレストン・タッカー、マット・ウィスラー、ルーカス・シムズがトレード[80]
- 31日
  - タンパベイ・レイズのクリス・アーチャーと、ピッツバーグ・パイレーツのオースティン・メドウズ、タイラー・グラスノーと後日発表選手（シェーン・バズ）のトレードが成立[81]。
  - ミネソタ・ツインズのブライアン・ドージャーと、ロサンゼルス・ドジャースのローガン・フォーサイス、デビン・スメルツァー、ルーク・ラリーのトレードが成立[82]。

### 8月
- 4日
  - ミネソタ・ツインズのオリバー・ドレイクが移籍後初出場、同一シーズンで史上初となる5球団での出場を達成[83]。
- 9日
  - ミネソタ・ツインズのフェルナンド・ロドニーと、オークランド・アスレチックスのダコタ・チャルマーズがトレード[84]。
- 15日
  - マイアミ・マーリンズのホセ・ウレーニャがアトランタ・ブレーブス戦で史上初となる初回先頭打者初球で退場処分（ロナルド・アクーニャ・ジュニアに死球）、6試合出場停止[85]。
- 21日
  - ワシントン・ナショナルズのダニエル・マーフィーとシカゴ・カブスのマイナーのアンドリュー・モナステリオと後日決定条件（選手又は金銭）とのトレードが成立[86]。
- 24日
  - アリゾナ・ダイヤモンドバックスはパナソニックの吉川峻平とマイナー契約[87]。
- 28日
  - ニューヨーク・メッツのホセ・バティスタがフィラデルフィア・フィリーズにトレード移籍、同一シーズンで同地区3球団に所属するのは史上3人目[88]。
- 31日 - プレーオフのロースター登録期限
  - ニューヨーク・ヤンキースはサンフランシスコ・ジャイアンツのアンドリュー・マカッチェンをトレードで獲得[89]。
  - クリーブランド・インディアンスはトロント・ブルージェイズのジョシュ・ドナルドソンをトレードで獲得[90]。
  - ワシントン・ナショナルズのライアン・マドソンとロサンゼルス・ドジャースのマイナーのアンドリュー・イスラーとのトレードが成立[91]。
  - ワシントン・ナショナルズのジオ・ゴンザレスと、ミルウォーキー・ブルワーズのマイナーのKJ・ハリソン（英語版）、ギルバート・ラーラ（英語版）とのトレードが成立[92]。
  - トロント・ブルージェイズのカーティス・グランダーソンと、ミルウォーキー・ブルワーズのマイナーのデミ・オリモロイとのトレードが成立[93]。

### 9月
- 1日
  - ニューヨーク・ヤンキースのデリン・ベタンセスが救援投手として史上初となる5年連続100奪三振を達成[94]。
  - オークランド・アスレチックスのクリス・デービスがシアトル・マリナーズ戦で史上21人目となる3年連続40本塁打を達成[95]。
- 3日
  - ワシントン・ナショナルズのマックス・シャーザーがセントルイス・カージナルス戦で史上2人目となる5年連続250奪三振を達成（ランディ・ジョンソン以来）[96]。
- 9日
  - クリーブランド・インディアンスのホセ・ラミレスがトロント・ブルージェイズ戦で史上61人目となるシーズン30本塁打・30盗塁を達成[97]。
- 11日
  - コロラド・ロッキーズのトレバー・ストーリーが40二塁打100打点。ナショナルリーグの遊撃手では史上初[98]。
- 14日
  - ワシントン・ナショナルズのフアン・ソトが20本塁打。10代での達成は史上3人目[99]。
- 15日
  - クリーブランド・インディアンスが3年連続10回目の地区優勝[100]。
  - テキサス・レンジャーズのエイドリアン・ベルトレが史上3人目となる20年連続20二塁打を達成（トリス・スピーカー、エディ・マレー以来）[101]。
- 20日
  - ボストン・レッドソックスが3年連続10回目の地区優勝[102]。
- 21日
  - テキサス・レンジャーズはジェフ・バニスター監督を解任。後任に監督代行としてドン・ワカマツベンチコーチを任命[103]。
- 22日
  - アトランタ・ブレーブスが18回目の地区優勝[104]。
  - クリーブランド・インディアンスのマイク・クレビンジャーがボストン・レッドソックス戦でシーズン200奪三振を達成、すでに達成していたコーリー・クルーバー、カルロス・カラスコ、トレバー・バウアーとあわせて、史上初となる同球団の4投手が同記録を達成[105]。
- 23日
  - タンパベイ・レイズのブレイク・スネルがトロント・ブルージェイズ戦で球団史上最多となるシーズン21勝を達成（従来の記録はデビッド・プライスの20勝）[106]。
- 24日
  - ボストン・レッドソックスが106勝。球団新記録[107]。
  - アリゾナ・ダイヤモンドバックスの平野佳寿がロサンゼルス・ドジャース戦で日本人歴代最多となるシーズン74試合登板を達成（従来の最多は大塚晶則、上原浩治の73、シーズン終了までに記録を75に伸ばした）[108]。
- 26日
  - コロラド・ロッキーズのヘルマン・マルケスがフィラデルフィア・フィリーズ戦で1900年以降で3人目となる初回先頭打者から8者連続奪三振を記録[109]。
- 30日
  - 公式戦全日程終了。

### 10月
- 1日
  - ロサンゼルス・ドジャースが6年連続17回目の地区優勝[110]。
  - ミルウォーキー・ブルワーズが3回目の地区優勝[111]。
- 2日
  - コロラド・ロッキーズがシカゴ・カブスを破り、9年ぶりにワイルドカードゲームに進出[112]。
- 4日
  - シカゴ・カブスのアディソン・ラッセルが前妻へのDVにより40試合の出場停止処分を科された[113]。
- 7日
  - ミルウォーキー・ブルワーズがコロラド・ロッキーズを破り、リーグ優勝決定シリーズに進出[114]。
- 8日
  - ヒューストン・アストロズがクリーブランド・インディアンスを破り、リーグ優勝決定シリーズに進出[115]。
  - ロサンゼルス・ドジャースがアトランタ・ブレーブスを破り、リーグ優勝決定シリーズに進出[116]
- 9日
  - ボストン・レッドソックスがニューヨーク・ヤンキースを破り、リーグ優勝決定シリーズに進出[117]。
- 18日
  - アメリカンリーグのリーグチャンピオンシップシリーズでボストン・レッドソックスがヒューストン・アストロズを4勝1敗で下し、5年ぶり14回目のリーグ優勝[118]。
- 20日
  - ナショナルリーグのリーグチャンピオンシップシリーズでロサンゼルス・ドジャースがミルウォーキー・ブルワーズを4勝3敗で下し、2年連続23回目のリーグ優勝[119]。
- 28日
  - ボストン・レッドソックスがロサンゼルス・ドジャースを4勝1敗で破り、5年ぶり9度目のワールドシリーズ制覇[120]。
  - オークランド・アスレチックスのブルース・マックスウェルが自宅で食品配達員に銃口を向け、加重暴行および風紀紊乱の容疑で逮捕[121]。

### 11月
- 2日
  - ロサンゼルス・ドジャースはクレイトン・カーショウと2021年までの3年総額9300万ドルで契約延長[122]。
- 4日
  - シンシナティ・レッズ傘下所属のハイロ・カペジャン(Jairo Capellan)が母国のドミニカ共和国で自動車事故により急死[123]。
- 19日
  - シアトル・マリナーズのジェームズ・パクストンと、ニューヨーク・ヤンキースのマイナーのジャスティス・シェフィールド、エリック・スワンソン、ドム・トンプソン＝ウイリアムズ（英語版）のトレードが成立[124]。
- 26日
  - アトランタ・ブレーブスがFAのジョシュ・ドナルドソンと1年契約[125]。またブライアン・マッキャンとも1年契約を結んだことも発表した[126]。
- 28日
  - オークランド・アスレチックスは2023年を目処に本拠地を移転させることを発表[127]。
- 29日
  - サンディエゴ・パドレスはロサンゼルス・エンゼルスからFAのギャレット・リチャーズと2年1500万ドルの契約に合意[128]。
  - ロサンゼルス・エンゼルスはシカゴ・カブスのトミー・ラステラをトレードで獲得[129]。
- 30日
  - クリーブランド・インディアンスのヤン・ゴームズと、ワシントン・ナショナルズのジェフリー・ロドリゲス、ダニエル・ジョンソンが交換トレード[130]。

### 12月
- 1日
  - シアトル・マリナーズのエドウィン・ディアス、ロビンソン・カノとニューヨーク・メッツのジェイ・ブルース、アンソニー・スウォーザック、ヘルソン・バウティスタ、ジャレッド・ケルニック、ジャスティン・ダンが交換トレード[131]。
- 3日
  - シアトル・マリナーズのジーン・セグラとフアン・ニカシオとジェームズ・パゾス、フィラデルフィア・フィリーズのカルロス・サンタナとJ.P.クロフォードが交換トレード[132]。
- 4日
  - ワシントン・ナショナルズは、アリゾナ・ダイヤモンドバックスからFAのパトリック・コービンと6年1億4000万ドルの契約に合意[133]。
- 5日
  - アリゾナ・ダイヤモンドバックスのポール・ゴールドシュミットが、セントルイス・カージナルスのルーク・ウィーバー、カーソン・ケリー、アンディ・ヤング（英語版）が交換トレード[134]。
- 6日
  - ロサンゼルス・エンゼルスから自由契約のルイス・バルブエナが母国のベネズエラで自動車事故により急死[135]。
  - ボストン・レッドソックスは同球団からFAのネイサン・イオバルディと4年6800万ドルの再契約に合意[136]。
- 10日
  - カンザスシティ・ロイヤルズは、シンシナティ・レッズからFAのビリー・ハミルトンと1年460万ドルで契約[137]。
- 11日
  - フィラデルフィア・フィリーズはニューヨーク・ヤンキースからFAのアンドリュー・マカッチェンと3年5000万ドルの契約に合意[138]。
- 12日
  - タンパベイ・レイズは、ヒューストン・アストロズからFAのチャーリー・モートンと2年3000万ドルで契約[139]。
  - テキサス・レンジャーズはニューヨーク・ヤンキースからFAのランス・リンと3年3000万ドルの契約に合意[140]。
- 12日
  - ニューヨーク・ヤンキースは同球団からFAのJ.A.ハップと2年3400万ドルの再契約に合意[141]。
- 13日
  - ニューヨーク・メッツはオークランド・アスレチックスからFAのジェウリス・ファミリアと3年3000万ドルの契約に合意[142]。
  - シアトル・マリナーズのカルロス・サンタナと、クリーブランド・インディアンスのエドウィン・エンカーナシオンが交換トレード。サンタナは3日にトレードでマリナーズに移籍したばかりだった[143]。
  - ワシントン・ナショナルズのタナー・ロアークと、シンシナティ・レッズのタナー・レイニーが交換トレード[144]。
- 14日
  - サンディエゴ・パドレスはボストン・レッドソックスからFAのイアン・キンズラーと2年800万ドルの契約に合意[145]。
- 15日
  - ロサンゼルス・エンゼルスは、フィラデルフィア・フィリーズからFAのジャスティン・ボーアと1年340万ドルで契約[146]。
- 17日
  - ニューヨーク・メッツがウィルソン・ラモスと2年1900万ドルで契約[147]。
- 18日
  - ロサンゼルス・エンゼルスが、シンシナティ・レッズからFAのマット・ハービーと1年1100万ドルで契約[148]。
  - シカゴ・カブスが、アリゾナ・ダイヤモンドバックスからFAのダニエル・デスカルソと2年500万ドルで契約[149]。
  - ミネソタ・ツインズは、現役を引退したジョー・マウアーの背番号7を永久欠番とすることを発表[150]。
- 19日
  - MLB機構と選手会とキューバ野球連盟（英語版）との間で、キューバ人選手が亡命しないで北米球団と契約できる内容の協定に合意[151]。
  - ヒューストン・アストロズが、クリーブランド・インディアンスからFAのマイケル・ブラントリーと2年3200万ドルで契約[152]。
- 20日
  - オークランド・アスレチックスはミルウォーキー・ブルワーズからFAのホアキム・ソリアと2年1500万ドルの契約に合意[153]。
  - ワシントン・ナショナルズはアニバル・サンチェスと2年1900万ドルの契約に合意[154]。
  - コロラド・ロッキーズが、シカゴ・カブスからFAのダニエル・マーフィーと2年2400万ドルで契約[155]。
- 21日
  - セントルイス・カージナルスはクリーブランド・インディアンスからFAのアンドリュー・ミラーと2年総額2500万ドルの契約に合意[156]。
  - ロサンゼルス・ドジャースが、ボストン・レッドソックスからFAのジョー・ケリーと3年2500万ドルで契約[157]。
- 27日
  - ミネソタ・ツインズが、シアトル・マリナーズからFAのネルソン・クルーズと1年1430万ドルの契約に合意[158]。
- 28日
  - トロント・ブルージェイズが、ロサンゼルス・エンゼルスからFAのマット・シューメーカーと1年350万ドルで契約[159]。

## 達成された記録

### 打者の記録
- 03月29日 - シカゴ・ホワイトソックスのマット・デビッドソンが史上4人目となる開幕戦での3本塁打を達成（過去の3人は1988年のジョージ・ベル、1994年のタフィ・ローズ、2005年のドミトリー・ヤング）[160]。
- 04月02日 - クリーブランド・インディアンスのエドウィン・エンカーナシオンがシアトル・マリナーズ戦で史上94人目となる通算350本塁打を達成[161]。
- 04月07日 - テキサス・レンジャーズのエイドリアン・ベルトレが通算3054安打。中南米出身選手の最多安打更新[162]。
- 04月12日 - ミネソタ・ツインズのジョー・マウアーがシカゴ・ホワイトソックス戦で史上287人目となる通算2000安打、史上287人目[163]。
- 04月17日 - ロサンゼルス・ドジャースのチェイス・アトリーがサンディエゴ・パドレス戦で史上8人目となる通算200死球を達成[164]。
- 04月19日 - ミルウォーキー・ブルワーズのライアン・ブラウンがマイアミ・マーリンズ戦で史上284人目となる通算1000打点を達成[165]。
- 05月03日 - クリーブランド・インディアンスのラージャイ・デービスがトロント・ブルージェイズ戦で史上74人目となる通算400盗塁を達成[166]。

- 05月04日 - ロサンゼルス・エンゼルスのアルバート・プホルスが通算3000安打を達成。史上32人目[167]。
- 05月09日 - テキサス・レンジャーズのエイドリアン・ベルトレがデトロイト・タイガース戦で史上33人目となる通算100犠飛を達成。
- 06月01日 - アトランタ・ブレーブスのニック・マーケイキスがワシントン・ナショナルズ戦で史上334人目となる通算1000得点を達成。
- 06月05日 - デトロイト・タイガースのミゲル・カブレラがボストン・レッドソックス戦で史上10人目となる通算300併殺打を記録。
- 06月16日 - ミルウォーキー・ブルワーズのライアン・ブラウンがフィラデルフィア・フィリーズ戦で史上24人目となる通算300本塁打・200盗塁を達成（200本塁打200盗塁では49人目）[168]。
- 07月03日 - シアトル・マリナーズのディー・ゴードンがロサンゼルス・エンゼルス戦で史上166人目となる通算300盗塁を達成[169]。

- 07月07日 - ワシントン・ナショナルズのマーク・レイノルズがマイアミ・マーリンズ戦で史上15人目となる1試合10打点を記録[170]。
- 07月08日 - トロント・ブルージェイズのケンドリス・モラレスがニューヨーク・ヤンキース戦で史上342人目となる通算200本塁打を達成[171]。
- 07月21日 - ミネソタ・ツインズのジョー・マウアーが通算415二塁打。球団新記録[172]。
- 07月21日 - セントルイス・カージナルスのマット・カーペンターが6試合連続本塁打。球団タイ記録[173]。
- 08月2日 - シアトル・マリナーズのネルソン・クルーズがトロント・ブルージェイズ戦で史上95人目となる通算350本塁打を達成[174]。
- 08月09日 - ボストン・レッドソックスのムーキー・ベッツがサイクルヒット達成[175]。
- 08月26日 - トロント・ブルージェイズのケンドリス・モラレスがフィラデルフィア・フィリーズ戦で、史上7人目となる7試合連続本塁打を記録[176]。
- 08月26日 - セントルイス・カージナルスのマット・カーペンターがコロラド・ロッキーズ戦で、歴代1位タイで史上50人目となる1試合4二塁打を記録[177]。
- 08月29日 - ミルウォーキー・ブルワーズのクリスチャン・イエリッチがサイクルヒット達成[178]。
- 08月29日 - ミネソタ・ツインズのジョー・マウアーがクリーブランド・インディアンス戦で史上335人目（球団史上3人目）となる通算1000得点を達成[179]。
- 08月29日 - ボストン・レッドソックスのイアン・キンズラーがマイアミ・マーリンズ戦で史上186人目となる通算400二塁打を達成。
- 08月30日 - ニューヨーク・ヤンキースのジャンカルロ・スタントンがデトロイト・タイガース戦で史上147人目となる通算300本塁打を、史上9番目の若さで達成[180]。
- 09月12日 - シアトル・マリナーズのネルソン・クルーズが通算1000打点[181]。

- 09月17日 - ミルウォーキー・ブルワーズのクリスチャン・イエリッチがシンシナティ・レッズ戦でサイクル安打を達成、シーズン2度の達成は史上5人目[182]。
- 09月23日 - ロサンゼルス・ドジャースのマット・ケンプがサンディエゴ・パドレス戦で史上286人目となる通算1000打点を達成[183]。
- 09月26日 - ボストン・レッドソックスのムーキー・ベッツがボルチモア・オリオールズ戦で史上62人目となるシーズン30本塁打・30盗塁を達成[184]。
- 09月28日 - シアトル・マリナーズのロビンソン・カノがテキサス・レンジャーズ戦で史上91人目となる通算4000塁打を達成。
- 09月29日 - 大谷翔平が10盗塁。10登板、20本塁打、10盗塁は史上初[185]。
- 09月30日 - コロラド・ロッキーズのチャーリー・ブラックモンがサイクルヒット達成[186]。

- 10月08日 - ボストン・レッドソックスのブロック・ホルトがサイクルヒット達成。ポストシーズンでの達成は史上初[187]。

### 投手の記録
- 04月03日 - ヒューストン・アストロズのジョー・スミスがボルチモア・オリオールズ戦で史上106人目となる通算700試合登板を達成[188]。
- 04月10日 - トロント・ブルージェイズのロベルト・オスナが通算100セーブを史上最年少となる23歳62日で達成（従来の最年少記録はフランシスコ・ロドリゲスの24歳246日）[189]。
- 04月17日 - トロント・ブルージェイズのジョン・アックスフォードがカンザスシティ・ロイヤルズ戦で史上399人目となる通算500試合登板を達成[190]。

- 04月21日 - オークランド・アスレチックスのショーン・マネイアがノーヒットノーランを達成。史上297人目[191]。
- 05月01日 - ニューヨーク・ヤンキースのデビッド・ロバートソンがヒューストン・アストロズ戦で史上221人目となる通算600試合登板を達成[192]。
- 05月05日 - ボストン・レッドソックスのクレイグ・キンブレルがテキサス・レンジャーズ戦で史上29人目の通算300セーブを史上最年少（唯一の20代）となる29歳342日で達成（従来の最年少記録はフランシスコ・ロドリゲスの31歳166日）[193]。
- 05月08日 - シアトル・マリナーズのジェームズ・パクストンがトロント・ブルージェイズ戦でノーヒットノーラン達成[194]。
- 05月08日 - ワシントン・ナショナルズのライアン・マドソンがサンディエゴ・パドレス戦で史上107人目となる通算700試合登板を達成[195]。
- 05月15日 - カンザスシティ・ロイヤルズのイアン・ケネディがタンパベイ・レイズ戦で史上213人目となる通算1500奪三振を達成。
- 05月16日 - デトロイト・タイガースのジャスティン・バーランダーが通算2500奪三振[196]。
- 05月18日 - コロラド・ロッキーズのブライアン・ショウがサンフランシスコ・ジャイアンツ戦で史上400人目となる通算500試合登板を達成[197]。
- 05月20日 - シカゴ・カブスのダルビッシュ有が日米通算150勝[198]。
- 05月22日 - ボストン・レッドソックスのクレイグ・キンブレルがタンパベイ・レイズ戦で史上401人目となる通算500試合登板を達成[199]。
- 05月23日 - テキサス・レンジャーズのコール・ハメルズがニューヨーク・ヤンキース戦で史上258人目となる通算150勝を達成[200]。
- 05月29日 - シアトル・マリナーズのマーク・ゼプチンスキーがテキサス・レンジャーズ戦で史上402人目となる通算500試合登板を達成[201]。
- 05月30日 - ワシントン・ナショナルズのマックス・シャーザーがボルチモア・オリオールズ戦で史上259人目となる通算150勝を達成[202]。
- 06月02日 - サンフランシスコ・ジャイアンツのトニー・ワトソンがフィラデルフィア・フィリーズ戦で史上403人目となる通算500試合登板を達成[203]。
- 06月03日 - ロサンゼルス・ドジャースのケンリー・ジャンセンがコロラド・ロッキーズ戦で史上404人目となる通算500試合登板を達成[204]。
- 06月08日 - トロント・ブルージェイズのJ.A.ハップがボルチモア・オリオールズ戦で史上612人目となる通算100勝を達成[205]。
- 06月12日 - ニューヨーク・ヤンキースのCC・サバシアが通算241勝。左腕歴代13位タイに浮上[206]。
- 06月12日 - テキサス・レンジャーズのバートロ・コロンがロサンゼルス・ドジャース戦で史上34人目となる通算2500奪三振を達成[207]。
- 06月13日 - シカゴ・ホワイトソックスのホアキム・ソリアがクリーブランド・インディアンス戦で史上202人目となる通算600試合登板を達成[208]。
- 06月17日 - ミネソタ・ツインズのザック・デュークがクリーブランド・インディアンス戦で史上405人目となる通算500試合登板を達成[209]。
- 06月17日 - タンパベイ・レイズのセルジオ・ロモがニューヨーク・ヤンキース戦で史上223人目となる通算600試合登板を達成[210]。
- 06月27日 - サンフランシスコ・ジャイアンツのマディソン・バムガーナーがコロラド・ロッキーズ戦で、史上214人目（球団移転後5人目）となる通算1500奪三振を達成[211]。
  - トロント・ブルージェイズのタイラー・クリッパードがヒューストン・アストロズ戦で1999年以降では4人目となる通算200ホールドを達成。
- 07月06日 - ボストン・レッドソックスのクリス・セールがカンザスシティ・ロイヤルズ戦で史上613人目となる通算100勝を達成[212]。
- 07月08日 - マイアミ・マーリンズのブラッド・ジーグラーがワシントン・ナショナルズ戦で史上108人目となる通算700試合登板を達成[213]。
- 07月12日 - ヒューストン・アストロズのジョー・スミスがオークランド・アスレチックス戦で1999年以降では5人目となる通算200ホールドを達成。
- 07月15日 - フィラデルフィア・フィリーズのパット・ネシェックがマイアミ・マーリンズ戦で史上406人目となる通算500試合登板を達成[214]。
- 07月30日 - オークランド・アスレチックスのエドウィン・ジャクソンがトロント・ブルージェイズ戦で史上614人目となる通算100勝を達成[215]。
- 08月03日 - アリゾナ・ダイヤモンドバックスのポール・ゴールドシュミットがサンフランシスコ・ジャイアンツ戦で史上343人目（球団史上ルイス・ゴンザレスに次ぐ2人目）となる通算200本塁打を達成[216]。
- 08月09日 - サンフランシスコ・ジャイアンツのマーク・メランソンがピッツバーグ・パイレーツ戦で史上407人目となる通算500試合登板を達成[217]。
- 08月14日 - アトランタ・ブレーブスのアニバル・サンチェスがマイアミ・マーリンズ戦で史上215人目となる通算1500奪三振を達成。
- 08月19日 - ヒューストン・アストロズのジャスティン・バーランダーが通算200勝[218]。
- 08月19日 - ロサンゼルス・ドジャースのクレイトン・カーショウがシアトル・マリナーズ戦で史上260人目（球団史上7人目）となる通算150勝を達成[219]。
- 08月27日 - ニューヨーク・ヤンキースの田中将大が日米通算2000奪三振[220]。
- 08月28日 - シカゴ・カブスのペドロ・ストロップがニューヨーク・メッツ戦で史上408人目となる通算500試合登板を達成[221]。
- 09月20日 - クリーブランド・インディアンスのオリバー・ペレスがシカゴ・ホワイトソックス戦で史上224人目となる通算600試合登板を達成[222]。
- 09月25日 - ワシントン・ナショナルズのマックス・シャーザーがマイアミ・マーリンズ戦で1900年以降で17人目となるシーズン300奪三振を達成[223]。
- 09月29日 - シカゴ・カブスのスティーブ・シシェックがセントルイス・カージナルス戦で史上409人目となる通算500試合登板を達成[224]。
- 09月29日 - シアトル・マリナーズのエドウィン・ディアスがテキサス・レンジャーズ戦で歴代2位タイとなるシーズン57セーブを達成（フランシスコ・ロドリゲスの62セーブに次ぎ、ボビー・シグペンと並ぶ）[225]。
- 09月30日 - シンシナティ・レッズのデビッド・ヘルナンデスがピッツバーグ・パイレーツ戦で史上410人目となる通算500試合登板を達成[226]。

### その他の記録
- 09月29日 - ニューヨーク・ヤンキースがボストン・レッドソックス戦でシーズン266本塁打のMLB歴代最多記録を更新（従来の記録は1997年のシアトル・マリナーズの264本、シーズン終了までに267本まで記録を伸ばした）[227]。
- 09月29日 - ボルチモア・オリオールズがヒューストン・アストロズ戦で、1900年以降歴代ワースト4位タイとなるシーズン115敗を記録[228]。

## 監督人事

### シーズン開幕までの変更
| チーム | 新任監督               | 前任監督             | 前職            |
| ------ | ---------------------- | -------------------- | --------------- |
| DET    | ロン・ガーデンハイアー | ブラッド・オースマス | MIN監督         |
| PHI    | ゲーブ・キャプラー     | ピート・マッカニン   |                 |
| NYM    | ミッキー・キャラウェイ | テリー・コリンズ     | CLE投手コーチ   |
| BOS    | アレックス・コーラ     | ジョン・ファレル     | HOUベンチコーチ |
| WSH    | デーブ・マルティネス   | ダスティ・ベイカー   | CHCベンチコーチ |
| NYY    | アーロン・ブーン       | ジョー・ジラルディ   |                 |

### シーズン中の変更
| 日付     | チーム | 新任監督                   | 前任監督             | 前職            |
| -------- | ------ | -------------------------- | -------------------- | --------------- |
| 04月18日 | CIN    | ジム・リグルマン（代行）   | ブライアン・プライス | CINベンチコーチ |
| 07月14日 | STL    | マイク・シルト（代行）     | マイク・マシーニー   | STLベンチコーチ |
| 09月21日 | TEX    | ジェフ・バニスター（代行） | ドン・ワカマツ       | TEXベンチコーチ |

## 試合結果

### レギュラーシーズン
| アメリカンリーグ | アメリカンリーグ                  | アメリカンリーグ | アメリカンリーグ | アメリカンリーグ | アメリカンリーグ |        |        |        |        |        |        |        |        |        |
| 順               | チーム                            | 勝利             | 敗戦             | 勝率             | G差              |        |        |        |        |        |        |        |        |        |
| 東地区           | 東地区                            | 東地区           | 東地区           | 東地区           | 東地区           | 東地区 | 東地区 | 東地区 | 東地区 | 東地区 | 東地区 | 東地区 | 東地区 | 東地区 |
| ---------------- | --------------------------------- | ---------------- | ---------------- | ---------------- | ---------------- | ------ | ------ | ------ | ------ | ------ | ------ | ------ | ------ | ------ |
| 1                | (1)ボストン・レッドソックス       | 108              | 54               | .667             | -                |        |        |        |        |        |        |        |        |        |
| 2                | (4)ニューヨーク・ヤンキース       | 100              | 62               | .617             | 8.0              |        |        |        |        |        |        |        |        |        |
| 3                | タンパベイ・レイズ                | 90               | 72               | .556             | 18.0             |        |        |        |        |        |        |        |        |        |
| 4                | トロント・ブルージェイズ          | 73               | 89               | .451             | 35.0             |        |        |        |        |        |        |        |        |        |
| 5                | ボルチモア・オリオールズ          | 47               | 115              | .290             | 61.0             |        |        |        |        |        |        |        |        |        |
| 中地区           |                                   |                  |                  |                  |                  |        |        |        |        |        |        |        |        |        |
| 1                | (3)クリーブランド・インディアンス | 91               | 71               | .562             | -                |        |        |        |        |        |        |        |        |        |
| 2                | ミネソタ・ツインズ                | 78               | 84               | .481             | 13.0             |        |        |        |        |        |        |        |        |        |
| 3                | デトロイト・タイガース            | 64               | 98               | .395             | 27.0             |        |        |        |        |        |        |        |        |        |
| 4                | シカゴ・ホワイトソックス          | 62               | 100              | .383             | 29.0             |        |        |        |        |        |        |        |        |        |
| 5                | カンザスシティ・ロイヤルズ        | 58               | 104              | .358             | 33.0             |        |        |        |        |        |        |        |        |        |
| 西地区           |                                   |                  |                  |                  |                  |        |        |        |        |        |        |        |        |        |
| 1                | (2)ヒューストン・アストロズ       | 103              | 59               | .636             | -                |        |        |        |        |        |        |        |        |        |
| 2                | (5)オークランド・アスレチックス   | 97               | 65               | .599             | 6.0              |        |        |        |        |        |        |        |        |        |
| 3                | シアトル・マリナーズ              | 89               | 73               | .549             | 14.0             |        |        |        |        |        |        |        |        |        |
| 4                | ロサンゼルス・エンゼルス          | 80               | 82               | .494             | 23.0             |        |        |        |        |        |        |        |        |        |
| 5                | テキサス・レンジャーズ            | 67               | 95               | .414             | 36.0             |        |        |        |        |        |        |        |        |        |

| ナショナルリーグ | ナショナルリーグ               | ナショナルリーグ | ナショナルリーグ | ナショナルリーグ | ナショナルリーグ |        |        |        |        |        |        |        |        |        |
| 順               | チーム                         | 勝利             | 敗戦             | 勝率             | G差              |        |        |        |        |        |        |        |        |        |
| 東地区           | 東地区                         | 東地区           | 東地区           | 東地区           | 東地区           | 東地区 | 東地区 | 東地区 | 東地区 | 東地区 | 東地区 | 東地区 | 東地区 | 東地区 |
| ---------------- | ------------------------------ | ---------------- | ---------------- | ---------------- | ---------------- | ------ | ------ | ------ | ------ | ------ | ------ | ------ | ------ | ------ |
| 1                | (3)アトランタ・ブレーブス      | 90               | 72               | .556             | -                |        |        |        |        |        |        |        |        |        |
| 2                | ワシントン・ナショナルズ       | 82               | 80               | .506             | 8.0              |        |        |        |        |        |        |        |        |        |
| 3                | フィラデルフィア・フィリーズ   | 80               | 82               | .494             | 10.0             |        |        |        |        |        |        |        |        |        |
| 4                | ニューヨーク・メッツ           | 77               | 85               | .475             | 13.0             |        |        |        |        |        |        |        |        |        |
| 5                | マイアミ・マーリンズ           | 63               | 98               | .391             | 26.5             |        |        |        |        |        |        |        |        |        |
| 中地区           |                                |                  |                  |                  |                  |        |        |        |        |        |        |        |        |        |
| 1                | (1)ミルウォーキー・ブルワーズ  | 95               | 67               | .586             | -                |        |        |        |        |        |        |        |        |        |
| 2                | (4)シカゴ・カブス              | 95               | 67               | .586             | 0.0              |        |        |        |        |        |        |        |        |        |
| 3                | セントルイス・カージナルス     | 88               | 74               | .543             | 7.0              |        |        |        |        |        |        |        |        |        |
| 4                | ピッツバーグ・パイレーツ       | 82               | 79               | .509             | 12.5             |        |        |        |        |        |        |        |        |        |
| 5                | シンシナティ・レッズ           | 67               | 95               | .414             | 28.0             |        |        |        |        |        |        |        |        |        |
| 西地区           |                                |                  |                  |                  |                  |        |        |        |        |        |        |        |        |        |
| 1                | (2)ロサンゼルス・ドジャース    | 91               | 71               | .562             | -                |        |        |        |        |        |        |        |        |        |
| 2                | (5)コロラド・ロッキーズ        | 91               | 71               | .562             | 0.0              |        |        |        |        |        |        |        |        |        |
| 3                | アリゾナ・ダイヤモンドバックス | 82               | 80               | .506             | 9.0              |        |        |        |        |        |        |        |        |        |
| 4                | サンフランシスコ・ジャイアンツ | 73               | 89               | .451             | 18.0             |        |        |        |        |        |        |        |        |        |
| 5                | サンディエゴ・パドレス         | 66               | 96               | .407             | 25.0             |        |        |        |        |        |        |        |        |        |

| アメリカンリーグ       | アメリカンリーグ               | アメリカンリーグ | アメリカンリーグ | アメリカンリーグ | アメリカンリーグ | アメリカンリーグ | アメリカンリーグ | アメリカンリーグ | アメリカンリーグ | アメリカンリーグ | アメリカンリーグ | アメリカンリーグ | アメリカンリーグ | アメリカンリーグ |
| 順                     | チーム                         | 地区             | 勝               | 敗               | 率               | 差               |                  |                  |                  |                  |                  |                  |                  |                  |
| 地区優勝               | 地区優勝                       | 地区優勝         | 地区優勝         | 地区優勝         | 地区優勝         | 地区優勝         | 地区優勝         | 地区優勝         | 地区優勝         | 地区優勝         | 地区優勝         | 地区優勝         | 地区優勝         | 地区優勝         |
| ---------------------- | ------------------------------ | ---------------- | ---------------- | ---------------- | ---------------- | ---------------- | ---------------- | ---------------- | ---------------- | ---------------- | ---------------- | ---------------- | ---------------- | ---------------- |
| 1                      | ボストン・レッドソックス       | 東               | 108              | 54               | .667             |                  |                  |                  |                  |                  |                  |                  |                  |                  |
| 2                      | ヒューストン・アストロズ       | 西               | 103              | 59               | .636             |                  |                  |                  |                  |                  |                  |                  |                  |                  |
| 3                      | クリーブランド・インディアンス | 中               | 91               | 71               | .562             |                  |                  |                  |                  |                  |                  |                  |                  |                  |
| ワイルドカード         |                                |                  |                  |                  |                  |                  |                  |                  |                  |                  |                  |                  |                  |                  |
| 4                      | ニューヨーク・ヤンキース       | 東               | 100              | 62               | .617             | -3.0             |                  |                  |                  |                  |                  |                  |                  |                  |
| 5                      | オークランド・アスレチックス   | 西               | 97               | 65               | .599             | -                |                  |                  |                  |                  |                  |                  |                  |                  |
| レギュラーシーズン敗退 |                                |                  |                  |                  |                  |                  |                  |                  |                  |                  |                  |                  |                  |                  |
| 6                      | タンパベイ・レイズ             | 東               | 90               | 72               | .556             | 7.0              |                  |                  |                  |                  |                  |                  |                  |                  |
| 7                      | シアトル・マリナーズ           | 西               | 89               | 73               | .549             | 8.0              |                  |                  |                  |                  |                  |                  |                  |                  |
| 8                      | ロサンゼルス・エンゼルス       | 西               | 80               | 82               | .494             | 17.0             |                  |                  |                  |                  |                  |                  |                  |                  |
| 9                      | ミネソタ・ツインズ             | 中               | 78               | 84               | .481             | 19.0             |                  |                  |                  |                  |                  |                  |                  |                  |
| 10                     | トロント・ブルージェイズ       | 東               | 73               | 89               | .451             | 24.0             |                  |                  |                  |                  |                  |                  |                  |                  |
| 11                     | テキサス・レンジャーズ         | 西               | 67               | 95               | .414             | 30.0             |                  |                  |                  |                  |                  |                  |                  |                  |
| 12                     | デトロイト・タイガース         | 中               | 64               | 98               | .395             | 33.0             |                  |                  |                  |                  |                  |                  |                  |                  |
| 13                     | シカゴ・ホワイトソックス       | 中               | 62               | 100              | .383             | 35.0             |                  |                  |                  |                  |                  |                  |                  |                  |
| 14                     | カンザスシティ・ロイヤルズ     | 中               | 58               | 104              | .358             | 39.0             |                  |                  |                  |                  |                  |                  |                  |                  |
| 15                     | ボルチモア・オリオールズ       | 東               | 47               | 115              | .290             | 50.0             |                  |                  |                  |                  |                  |                  |                  |                  |
| タイブレーク           |                                |                  |                  |                  |                  |                  |                  |                  |                  |                  |                  |                  |                  |                  |
|                        |                                |                  |                  |                  |                  |                  |                  |                  |                  |                  |                  |                  |                  |                  |

| ナショナルリーグ       | ナショナルリーグ               | ナショナルリーグ | ナショナルリーグ | ナショナルリーグ | ナショナルリーグ | ナショナルリーグ | ナショナルリーグ | ナショナルリーグ | ナショナルリーグ | ナショナルリーグ | ナショナルリーグ | ナショナルリーグ | ナショナルリーグ | ナショナルリーグ |
| 順                     | チーム                         | 地区             | 勝               | 敗               | 率               | 差               |                  |                  |                  |                  |                  |                  |                  |                  |
| 地区優勝               | 地区優勝                       | 地区優勝         | 地区優勝         | 地区優勝         | 地区優勝         | 地区優勝         | 地区優勝         | 地区優勝         | 地区優勝         | 地区優勝         | 地区優勝         | 地区優勝         | 地区優勝         | 地区優勝         |
| ---------------------- | ------------------------------ | ---------------- | ---------------- | ---------------- | ---------------- | ---------------- | ---------------- | ---------------- | ---------------- | ---------------- | ---------------- | ---------------- | ---------------- | ---------------- |
| 1                      | ミルウォーキー・ブルワーズ     | 中               | 95               | 67               | .586             |                  |                  |                  |                  |                  |                  |                  |                  |                  |
| 2                      | ロサンゼルス・ドジャース       | 西               | 91               | 71               | .562             |                  |                  |                  |                  |                  |                  |                  |                  |                  |
| 3                      | アトランタ・ブレーブス         | 東               | 90               | 72               | .556             |                  |                  |                  |                  |                  |                  |                  |                  |                  |
| ワイルドカード         |                                |                  |                  |                  |                  |                  |                  |                  |                  |                  |                  |                  |                  |                  |
| 4                      | シカゴ・カブス                 | 中               | 95               | 67               | .586             | -4.0             |                  |                  |                  |                  |                  |                  |                  |                  |
| 5                      | コロラド・ロッキーズ           | 西               | 91               | 71               | .562             | -                |                  |                  |                  |                  |                  |                  |                  |                  |
| レギュラーシーズン敗退 |                                |                  |                  |                  |                  |                  |                  |                  |                  |                  |                  |                  |                  |                  |
| 6                      | セントルイス・カージナルス     | 中               | 88               | 74               | .543             | 3.0              |                  |                  |                  |                  |                  |                  |                  |                  |
| 7                      | ピッツバーグ・パイレーツ       | 中               | 82               | 79               | .509             | 8.5              |                  |                  |                  |                  |                  |                  |                  |                  |
| 8                      | アリゾナ・ダイヤモンドバックス | 西               | 82               | 80               | .506             | 9.0              |                  |                  |                  |                  |                  |                  |                  |                  |
| 9                      | ワシントン・ナショナルズ       | 東               | 82               | 80               | .506             | 9.0              |                  |                  |                  |                  |                  |                  |                  |                  |
| 10                     | フィラデルフィア・フィリーズ   | 東               | 80               | 82               | .494             | 11.0             |                  |                  |                  |                  |                  |                  |                  |                  |
| 11                     | ニューヨーク・メッツ           | 東               | 77               | 85               | .475             | 14.0             |                  |                  |                  |                  |                  |                  |                  |                  |
| 12                     | サンフランシスコ・ジャイアンツ | 西               | 73               | 89               | .451             | 18.0             |                  |                  |                  |                  |                  |                  |                  |                  |
| 13                     | シンシナティ・レッズ           | 中               | 67               | 95               | .414             | 24.0             |                  |                  |                  |                  |                  |                  |                  |                  |
| 14                     | サンディエゴ・パドレス         | 西               | 66               | 96               | .407             | 25.0             |                  |                  |                  |                  |                  |                  |                  |                  |
| 15                     | マイアミ・マーリンズ           | 東               | 63               | 98               | .391             | 27.5             |                  |                  |                  |                  |                  |                  |                  |                  |
| タイブレーク           |                                |                  |                  |                  |                  |                  |                  |                  |                  |                  |                  |                  |                  |                  |
| 1. 2.                  |                                |                  |                  |                  |                  |                  |                  |                  |                  |                  |                  |                  |                  |                  |

### オールスターゲーム
| 日付                              | ビジター球団（先攻） | スコア | ホーム球団（後攻） | 開催球場             |
| --------------------------------- | -------------------- | ------ | ------------------ | -------------------- |
| 7月17日                           | アメリカンリーグ     | 8-6    | ナショナルリーグ   | ナショナルズ・パーク |
| MVP：アレックス・ブレグマン (HOU) |                      |        |                    |                      |

### ポストシーズン
| |      |                |                |                |                |                |                |      |                |                |                |                |                |                |                |                |                  |                  |                  |                  |                  |                  |                  |  |  |  |  |  |  |  |  |  |  |  |
| |      |                |                |                |                |                |                |      |                | 3              | ブレーブス     | ブレーブス     | ブレーブス     | ブレーブス     | ブレーブス     | ブレーブス     |                  |                  |                  |                  |                  |                  |                  |  |  |  |  |  |  |  |  |  |  |  |
| |      |                | 0              | 0              | 6              | 2              |                |      |                |                |                |                |                |                |                |                |                  |                  |                  |                  |                  |                  |                  |  |  |  |  |  |  |  |  |  |  |  |
| |      |                | 7              | 3              | 5              | 6              |                |      |                |                |                |                |                |                |                |                |                  |                  |                  |                  |                  |                  |                  |  |  |  |  |  |  |  |  |  |  |  |
| | 2    | ドジャース     | ドジャース     | ドジャース     | ドジャース     | ドジャース     | ドジャース     | 2    | ドジャース     | ドジャース     | ドジャース     | ドジャース     | ドジャース     | ドジャース     |                |                |                  |                  |                  |                  |                  |                  |                  |  |  |  |  |  |  |  |  |  |  |  |
| |      |                |                |                |                |                |                |      |                |                |                |                |                |                | 5              | 4              | 0                | 2                | 5                | 2                | 5                |                  |                  |  |  |  |  |  |  |  |  |  |  |  |
| |      | 6              | 3              | 4              | 1              | 2              | 7              | 1    |                |                |                |                |                |                |                |                |                  |                  |                  |                  |                  |                  |                  |  |  |  |  |  |  |  |  |  |  |  |
| | 5    | ロッキーズ     | ロッキーズ     | ロッキーズ     | ロッキーズ     | ロッキーズ     | 2              |      |                | 5              | ロッキーズ     | ロッキーズ     | ロッキーズ     | ロッキーズ     | ロッキーズ     | ロッキーズ     | 1                | ブルワーズ       | ブルワーズ       | ブルワーズ       | ブルワーズ       | ブルワーズ       | ブルワーズ       |  |  |  |  |  |  |  |  |  |  |  |
| | 4    | カブス         | カブス         | カブス         | カブス         | カブス         | 1              |      |                | 2              | 0              | 0              |                |                |                |                | NLCS             | NLCS             | NLCS             | NLCS             | NLCS             | NLCS             | NLCS             |  |  |  |  |  |  |  |  |  |  |  |
| | NLWC | NLWC           | NLWC           | NLWC           | NLWC           | NLWC           | NLWC           |      |                | 3              | 4              | 6              |                |                |                |                | NLCS             | NLCS             | NLCS             | NLCS             | NLCS             | NLCS             | NLCS             |  |  |  |  |  |  |  |  |  |  |  |
| | NLWC | NLWC           | NLWC           | NLWC           | NLWC           | NLWC           | NLWC           | 1    | ブルワーズ     | ブルワーズ     | ブルワーズ     | ブルワーズ     | ブルワーズ     | ブルワーズ     |                |                |                  |                  |                  |                  |                  |                  |                  |  |  |  |  |  |  |  |  |  |  |  |
| |      |                |                |                |                |                |                | NLDS | NLDS           | NLDS           | NLDS           | NLDS           | NLDS           | NLDS           | N2             | ドジャース     | ドジャース       | ドジャース       | ドジャース       | ドジャース       | ドジャース       |                  |                  |  |  |  |  |  |  |  |  |  |  |  |
| | 4    | 2              | 3              | 6              | 1              |                |                | NLDS | NLDS           | NLDS           | NLDS           | NLDS           | NLDS           | NLDS           |                |                |                  |                  |                  |                  |                  |                  |                  |  |  |  |  |  |  |  |  |  |  |  |
| |      |                |                |                |                |                |                |      | 8              | 4              | 2              | 9              | 5              |                |                |                |                  |                  |                  |                  |                  |                  |                  |  |  |  |  |  |  |  |  |  |  |  |
| | A1   | レッドソックス | レッドソックス | レッドソックス | レッドソックス | レッドソックス | レッドソックス |      |                |                |                |                |                |                |                |                |                  |                  |                  |                  |                  |                  |                  |  |  |  |  |  |  |  |  |  |  |  |
| |      |                |                |                |                |                |                |      |                | 3              | インディアンス | インディアンス | インディアンス | インディアンス | インディアンス | インディアンス | ワールドシリーズ | ワールドシリーズ | ワールドシリーズ | ワールドシリーズ | ワールドシリーズ | ワールドシリーズ | ワールドシリーズ |  |  |  |  |  |  |  |  |  |  |  |
| |      |                | 2              | 1              | 3              |                |                |      |                |                |                |                |                |                |                |                | ワールドシリーズ | ワールドシリーズ | ワールドシリーズ | ワールドシリーズ | ワールドシリーズ | ワールドシリーズ | ワールドシリーズ |  |  |  |  |  |  |  |  |  |  |  |
| |      |                | 7              | 3              | 11             |                |                |      |                |                |                |                |                |                |                |                |                  |                  |                  |                  |                  |                  |                  |  |  |  |  |  |  |  |  |  |  |  |
| | 2    | アストロズ     | アストロズ     | アストロズ     | アストロズ     | アストロズ     | アストロズ     | 2    | アストロズ     | アストロズ     | アストロズ     | アストロズ     | アストロズ     | アストロズ     |                |                |                  |                  |                  |                  |                  |                  |                  |  |  |  |  |  |  |  |  |  |  |  |
| |      |                |                |                |                |                |                |      |                |                |                |                |                |                | 7              | 5              | 2                | 6                | 1                |                  |                  |                  |                  |  |  |  |  |  |  |  |  |  |  |  |
| |      | 2              | 7              | 8              | 8              | 4              |                |      |                |                |                |                |                |                |                |                |                  |                  |                  |                  |                  |                  |                  |  |  |  |  |  |  |  |  |  |  |  |
| | 5    | アスレチックス | アスレチックス | アスレチックス | アスレチックス | アスレチックス | 2              |      |                | 4              | ヤンキース     | ヤンキース     | ヤンキース     | ヤンキース     | ヤンキース     | ヤンキース     | 1                | レッドソックス   | レッドソックス   | レッドソックス   | レッドソックス   | レッドソックス   | レッドソックス   |  |  |  |  |  |  |  |  |  |  |  |
| | 4    | ヤンキース     | ヤンキース     | ヤンキース     | ヤンキース     | ヤンキース     | 7              |      |                | 4              | 6              | 1              | 3              |                |                |                | ALCS             | ALCS             | ALCS             | ALCS             | ALCS             | ALCS             | ALCS             |  |  |  |  |  |  |  |  |  |  |  |
| | ALWC | ALWC           | ALWC           | ALWC           | ALWC           | ALWC           | ALWC           |      |                | 5              | 2              | 16             | 4              |                |                |                | ALCS             | ALCS             | ALCS             | ALCS             | ALCS             | ALCS             | ALCS             |  |  |  |  |  |  |  |  |  |  |  |
| | ALWC | ALWC           | ALWC           | ALWC           | ALWC           | ALWC           | ALWC           | 1    | レッドソックス | レッドソックス | レッドソックス | レッドソックス | レッドソックス | レッドソックス |                |                |                  |                  |                  |                  |                  |                  |                  |  |  |  |  |  |  |  |  |  |  |  |
| |      |                |                |                |                |                |                | ALDS |                |                |                |                |                |                |                |                |                  |                  |                  |                  |                  |                  |                  |  |  |  |  |  |  |  |  |  |  |  |
| |      |                |                |                |                |                |                |      |                |                |                |                |                |                |                |                |                  |                  |                  |                  |                  |                  |                  |  |  |  |  |  |  |  |  |  |  |  |
| - 対戦カードはレギュラーシーズンのシード順で決定される - チーム名の左の数字は、レギュラーシーズンの結果に基づいて決定されたシード順 - 各ラウンドの開催地は、ワイルドカードの1試合、5回戦の1・2・5戦、7回戦の1・2・6・7戦がシード上位のホームグラウンドとなる - ワールドシリーズはレギュラーシーズン成績上位がシード順上位扱いとなる |      |                |                |                |                |                |                |      |                |                |                |                |                |                |                |                |                  |                  |                  |                  |                  |                  |                  |  |  |  |  |  |  |  |  |  |  |  |

#### ワイルドカードプレーオフ

##### アメリカンリーグ
| 日付                           | ビジター球団（先攻）         | スコア | ホーム球団（後攻）       | 開催球場             |
| ------------------------------ | ---------------------------- | ------ | ------------------------ | -------------------- |
| 10月4日                        | オークランド・アスレチックス | 2-7    | ニューヨーク・ヤンキース | ヤンキー・スタジアム |
| 勝者：ニューヨーク・ヤンキース |                              |        |                          |                      |

##### ナショナルリーグ
| 日付                       | ビジター球団（先攻） | スコア | ホーム球団（後攻） | 開催球場             |
| -------------------------- | -------------------- | ------ | ------------------ | -------------------- |
| 10月3日                    | コロラド・ロッキーズ | 2-1    | シカゴ・カブス     | リグレー・フィールド |
| 勝者：コロラド・ロッキーズ |                      |        |                    |                      |

#### ディビジョンシリーズ

##### アメリカン・リーグ
ヒューストン・アストロズ対クリーブランド・インディアンス
| 日付                           | 試合    | ビジター球団（先攻）           | スコア | ホーム球団（後攻）             | 開催球場                   |
| ------------------------------ | ------- | ------------------------------ | ------ | ------------------------------ | -------------------------- |
| 10月6日                        | 第1試合 | クリーブランド・インディアンス | 2-7    | ヒューストン・アストロズ       | ミニッツメイド・パーク     |
| 10月7日                        | 第2試合 | クリーブランド・インディアンス | 1-3    | ヒューストン・アストロズ       | ミニッツメイド・パーク     |
| 10月9日                        | 第3試合 | ヒューストン・アストロズ       | 11-3   | クリーブランド・インディアンス | プログレッシブ・フィールド |
| 勝者：ヒューストン・アストロズ |         |                                |        |                                |                            |

ボストン・レッドソックス対ニューヨーク・ヤンキース
| 日付                           | 試合    | ビジター球団（先攻）     | スコア | ホーム球団（後攻）       | 開催球場             |
| ------------------------------ | ------- | ------------------------ | ------ | ------------------------ | -------------------- |
| 10月6日                        | 第1試合 | ニューヨーク・ヤンキース | 4-5    | ボストン・レッドソックス | フェンウェイ・パーク |
| 10月7日                        | 第2試合 | ニューヨーク・ヤンキース | 6-2    | ボストン・レッドソックス | フェンウェイ・パーク |
| 10月9日                        | 第3試合 | ボストン・レッドソックス | 16-1   | ニューヨーク・ヤンキース | ヤンキー・スタジアム |
| 10月10日                       | 第4試合 | ボストン・レッドソックス | 4-3    | ニューヨーク・ヤンキース | ヤンキー・スタジアム |
| 勝者：ボストン・レッドソックス |         |                          |        |                          |                      |

##### ナショナルリーグ
ミルウォーキー・ブルワーズ対コロラド・ロッキーズ
| 日付                             | 試合    | ビジター球団（先攻）       | スコア | ホーム球団（後攻）         | 開催球場             |
| -------------------------------- | ------- | -------------------------- | ------ | -------------------------- | -------------------- |
| 10月5日                          | 第1試合 | コロラド・ロッキーズ       | 2-3    | ミルウォーキー・ブルワーズ | ミラー・パーク       |
| 10月6日                          | 第2試合 | コロラド・ロッキーズ       | 0-4    | ミルウォーキー・ブルワーズ | ミラー・パーク       |
| 10月8日                          | 第3試合 | ミルウォーキー・ブルワーズ | 6-0    | コロラド・ロッキーズ       | クアーズ・フィールド |
| 勝者：ミルウォーキー・ブルワーズ |         |                            |        |                            |                      |

ロサンゼルス・ドジャース対アトランタ・ブレーブス
| 日付                           | 試合    | ビジター球団（先攻）     | スコア | ホーム球団（後攻）       | 開催球場             |
| ------------------------------ | ------- | ------------------------ | ------ | ------------------------ | -------------------- |
| 10月5日                        | 第1試合 | アトランタ・ブレーブス   | 0-7    | ロサンゼルス・ドジャース | ドジャー・スタジアム |
| 10月6日                        | 第2試合 | アトランタ・ブレーブス   | 0-3    | ロサンゼルス・ドジャース | ドジャー・スタジアム |
| 10月8日                        | 第3試合 | ロサンゼルス・ドジャース | 5-6    | アトランタ・ブレーブス   | サントラスト・パーク |
| 10月9日                        | 第4試合 | ロサンゼルス・ドジャース | 6-2    | アトランタ・ブレーブス   | サントラスト・パーク |
| 勝者：ロサンゼルス・ドジャース |         |                          |        |                          |                      |

#### リーグチャンピオンシップシリーズ

##### アメリカンリーグ
| 日付                                                                                                | 試合    | ビジター球団（先攻）     | スコア | ホーム球団（後攻）       | 開催球場               |
| --------------------------------------------------------------------------------------------------- | ------- | ------------------------ | ------ | ------------------------ | ---------------------- |
| 10月13日                                                                                            | 第1試合 | ヒューストン・アストロズ | 7-2    | ボストン・レッドソックス | フェンウェイ・パーク   |
| 10月14日                                                                                            | 第2試合 | ヒューストン・アストロズ | 5-7    | ボストン・レッドソックス | フェンウェイ・パーク   |
| 10月15日                                                                                            | 第3試合 | ボストン・レッドソックス | 8-2    | ヒューストン・アストロズ | ミニッツメイド・パーク |
| 10月17日                                                                                            | 第4試合 | ボストン・レッドソックス | 8-6    | ヒューストン・アストロズ | ミニッツメイド・パーク |
| 10月18日                                                                                            | 第5試合 | ボストン・レッドソックス | 4-1    | ヒューストン・アストロズ | ミニッツメイド・パーク |
| 勝者：ボストン・レッドソックス（5年ぶり14回目のリーグ優勝） MVP：ジャッキー・ブラッドリー・ジュニア |         |                          |        |                          |                        |

##### ナショナルリーグ
| 日付                                                                                  | 試合    | ビジター球団（先攻）       | スコア | ホーム球団（後攻）         | 開催球場             |
| ------------------------------------------------------------------------------------- | ------- | -------------------------- | ------ | -------------------------- | -------------------- |
| 10月12日                                                                              | 第1試合 | ロサンゼルス・ドジャース   | 5-6    | ミルウォーキー・ブルワーズ | ミラー・パーク       |
| 10月13日                                                                              | 第2試合 | ロサンゼルス・ドジャース   | 4-3    | ミルウォーキー・ブルワーズ | ミラー・パーク       |
| 10月15日                                                                              | 第3試合 | ミルウォーキー・ブルワーズ | 4-0    | ロサンゼルス・ドジャース   | ドジャー・スタジアム |
| 10月16日                                                                              | 第4試合 | ミルウォーキー・ブルワーズ | 1-2    | ロサンゼルス・ドジャース   | ドジャー・スタジアム |
| 10月17日                                                                              | 第5試合 | ミルウォーキー・ブルワーズ | 2-5    | ロサンゼルス・ドジャース   | ドジャー・スタジアム |
| 10月19日                                                                              | 第6試合 | ロサンゼルス・ドジャース   | 2-7    | ミルウォーキー・ブルワーズ | ミラー・パーク       |
| 10月20日                                                                              | 第7試合 | ロサンゼルス・ドジャース   | 5-1    | ミルウォーキー・ブルワーズ | ミラー・パーク       |
| 勝者：ロサンゼルス・ドジャース（2年連続23回目のリーグ優勝） MVP：コディ・ベリンジャー |         |                            |        |                            |                      |

### ワールドシリーズ
| 日付                                                                              | 試合  | ビジター球団（先攻）     | スコア | ホーム球団（後攻）       | 開催球場             |
| --------------------------------------------------------------------------------- | ----- | ------------------------ | ------ | ------------------------ | -------------------- |
| 10月23日（火）                                                                    | 第1戦 | ロサンゼルス・ドジャース | 4－8   | ボストン・レッドソックス | フェンウェイ・パーク |
| 10月24日（水）                                                                    | 第2戦 | ロサンゼルス・ドジャース | 2－4   | ボストン・レッドソックス | フェンウェイ・パーク |
| 10月26日（金）                                                                    | 第3戦 | ボストン・レッドソックス | 2－3x  | ロサンゼルス・ドジャース | ドジャー・スタジアム |
| 10月27日（土）                                                                    | 第4戦 | ボストン・レッドソックス | 9－6   | ロサンゼルス・ドジャース | ドジャー・スタジアム |
| 10月28日（日）                                                                    | 第5戦 | ボストン・レッドソックス | 5－1   | ロサンゼルス・ドジャース | ドジャー・スタジアム |
| 優勝：ボストン・レッドソックス（4勝1敗 / 5年ぶり9度目） MVP：スティーブ・ピアース |       |                          |        |                          |                      |

## 個人タイトル

### 個人タイトル（アメリカンリーグ）
| 項目   | 選手                           | 記録 |
| ------ | ------------------------------ | ---- |
| 打率   | ムーキー・ベッツ（BOS）        | .343 |
| 本塁打 | クリス・デービス（OAK）        | 48   |
| 打点   | J.D.マルティネス（BOS）        | 130  |
| 盗塁   | ウィット・メリフィールド（KC） | 45   |

| 項目   | 選手                              | 記録 |
| ------ | --------------------------------- | ---- |
| 勝利   | ブレイク・スネル（TB）            | 21   |
| 防御率 | ブレイク・スネル（TB）            | 1.89 |
| 奪三振 | ジャスティン・バーランダー（HOU） | 290  |
| セーブ | エドウィン・ディアス（SEA）       | 57   |

### 個人タイトル（ナショナルリーグ）
| 項目   | 選手                            | 記録 |
| ------ | ------------------------------- | ---- |
| 打率   | クリスチャン・イエリッチ（MIL） | .326 |
| 本塁打 | ノーラン・アレナド（COL）       | 38   |
| 打点   | ハビアー・バエズ（CHC）         | 111  |
| 盗塁   | トレイ・ターナー（WSH）         | 43   |

| 項目   | 選手                                                                            | 記録 |
| ------ | ------------------------------------------------------------------------------- | ---- |
| 勝利   | ジョン・レスター（CHC） マイルズ・マイコラス（STL） マックス・シャーザー（WSH） | 18   |
| 防御率 | ジェイコブ・デグロム（NYM）                                                     | 1.70 |
| 奪三振 | マックス・シャーザー（WSH）                                                     | 300  |
| セーブ | ウェイド・デービス（COL）                                                       | 43   |

## 表彰

### プレイヤー・オブ・ザ・マンス
| プレイヤー・オブ・ザ・マンス | プレイヤー・オブ・ザ・マンス | プレイヤー・オブ・ザ・マンス | プレイヤー・オブ・ザ・マンス | プレイヤー・オブ・ザ・マンス |
| 月                           | アメリカンリーグ             | アメリカンリーグ             | ナショナルリーグ             | ナショナルリーグ             |
| ---------------------------- | ---------------------------- | ---------------------------- | ---------------------------- | ---------------------------- |
| 4月                          | ディディ・グレゴリウス       | NYY                          | A.J.ポロック                 | ARI                          |
| 5月                          | フランシスコ・リンドーア     | CLE                          | スクーター・ジェネット       | CIN                          |
| 6月                          | アレックス・ブレグマン       | HOU                          | ポール・ゴールドシュミット   | ARI                          |
| 7月                          | ホセ・ラミレス               | CLE                          | マット・カーペンター         | STL                          |
| 8月                          | J.D.マルティネス             | BOS                          | ジャスティン・ターナー       | LAD                          |
| 9月                          | マイク・トラウト             | LAA                          | クリスチャン・イエリッチ     | MIL                          |

### ピッチャー・オブ・ザ・マンス
| ピッチャー・オブ・ザ・マンス | ピッチャー・オブ・ザ・マンス | ピッチャー・オブ・ザ・マンス | ピッチャー・オブ・ザ・マンス | ピッチャー・オブ・ザ・マンス |
| 月                           | アメリカンリーグ             | アメリカンリーグ             | ナショナルリーグ             | ナショナルリーグ             |
| ---------------------------- | ---------------------------- | ---------------------------- | ---------------------------- | ---------------------------- |
| 4月                          | ショーン・マネイア           | OAK                          | マックス・シャーザー         | WSH                          |
| 5月                          | ジャスティン・バーランダー   | HOU                          | マックス・シャーザー         | WSH                          |
| 6月                          | クリス・セール               | BOS                          | ジョン・レスター             | CHC                          |
| 7月                          | クリス・セール               | BOS                          | ザック・グレインキー         | ARI                          |
| 8月                          | ブレイク・スネル             | TB                           | コール・ハメルズ             | CHC                          |
| 9月                          | ブレイク・スネル             | TB                           | ヘルマン・マルケス           | COL                          |

### リリーバー・オブ・ザ・マンス
| リリーバー・オブ・ザ・マンス | リリーバー・オブ・ザ・マンス | リリーバー・オブ・ザ・マンス | リリーバー・オブ・ザ・マンス | リリーバー・オブ・ザ・マンス |
| 月                           | アメリカンリーグ             | アメリカンリーグ             | ナショナルリーグ             | ナショナルリーグ             |
| ---------------------------- | ---------------------------- | ---------------------------- | ---------------------------- | ---------------------------- |
| 4月                          | エドウィン・ディアス         | SEA                          | ジョシュ・ヘイダー           | MIL                          |
| 5月                          | ブレイク・トレイネン         | OAK                          | ブラッド・ハンド             | SD                           |
| 6月                          | エドウィン・ディアス         | SEA                          | カイル・バラクロー           | MIA                          |
| 7月                          | エドウィン・ディアス         | SEA                          | フェリペ・バスケス           | PIT                          |
| 8月                          | エドウィン・ディアス         | SEA                          | ヘクター・ネリス             | PHI                          |
| 9月                          | ブレイク・トレイネン         | OAK                          | コーリー・クネイブル         | MIL                          |

### ルーキー・オブ・ザ・マンス
| ルーキー・オブ・ザ・マンス | ルーキー・オブ・ザ・マンス   | ルーキー・オブ・ザ・マンス | ルーキー・オブ・ザ・マンス     | ルーキー・オブ・ザ・マンス |
| 月                         | アメリカンリーグ             | アメリカンリーグ           | ナショナルリーグ               | ナショナルリーグ           |
| -------------------------- | ---------------------------- | -------------------------- | ------------------------------ | -------------------------- |
| 4月                        | 大谷翔平                     | LAA                        | クリスチャン・ビヤヌエバ       | SD                         |
| 5月                        | グレイバー・トーレス         | NYY                        | オースティン・メドウズ         | PIT                        |
| 6月                        | ミゲル・アンドゥハー         | NYY                        | フアン・ソト                   | WSH                        |
| 7月                        | ルルデス・グリエル・ジュニア | TOR                        | フアン・ソト                   | WSH                        |
| 8月                        | ミゲル・アンドゥハー         | NYY                        | ロナルド・アクーニャ・ジュニア | ATL                        |
| 9月                        | 大谷翔平                     | LAA                        | フアン・ソト                   | WSH                        |

### 全米野球記者協会（BBWAA）表彰
| 表彰             | アメリカンリーグ        | ナショナルリーグ                      |
| ---------------- | ----------------------- | ------------------------------------- |
| MVP              | ムーキー・ベッツ（BOS） | クリスチャン・イエリッチ（MIL）       |
| サイヤング賞     | ブレイク・スネル（TB）  | ジェイコブ・デグロム（NYM）           |
| 最優秀新人選手賞 | 大谷翔平（LAA）         | ロナルド・アクーニャ・ジュニア（ATL） |
| 最優秀監督賞     | ボブ・メルビン（OAK）   | ブライアン・スニッカー（ATL）         |

### ゴールドグラブ賞
| ゴールドグラブ賞 | ゴールドグラブ賞            | ゴールドグラブ賞 | ゴールドグラブ賞                      | ゴールドグラブ賞 |
| 守備位置         | アメリカンリーグ            | アメリカンリーグ | ナショナルリーグ                      | ナショナルリーグ |
| ---------------- | --------------------------- | ---------------- | ------------------------------------- | ---------------- |
| 投手             | ダラス・カイケル            | HOU              | ザック・グレインキー                  | ARI              |
| 捕手             | サルバドール・ペレス        | KC               | ヤディアー・モリーナ                  | STL              |
| 一塁手           | マット・オルソン            | OAK              | アンソニー・リゾ フレディ・フリーマン | CHC ATL          |
| 二塁手           | イアン・キンズラー          | BOS              | DJ・ルメイユ                          | COL              |
| 三塁手           | マット・チャップマン        | OAK              | ノーラン・アレナド                    | COL              |
| 遊撃手           | アンドレルトン・シモンズ    | LAA              | ニック・アーメド                      | ARI              |
| 左翼手           | アレックス・ゴードン        | KC               | コーリー・ディッカーソン              | PIT              |
| 中堅手           | ジャッキー・ブラッドリーJr. | BOS              | エンダー・インシアーテ                | ATL              |
| 右翼手           | ムーキー・ベッツ            | BOS              | ニック・マーケイキス                  | ATL              |

### シルバースラッガー賞
| シルバースラッガー賞 | シルバースラッガー賞                               | シルバースラッガー賞 | シルバースラッガー賞                                             | シルバースラッガー賞 |
| 守備位置             | アメリカンリーグ                                   | アメリカンリーグ     | ナショナルリーグ                                                 | ナショナルリーグ     |
| -------------------- | -------------------------------------------------- | -------------------- | ---------------------------------------------------------------- | -------------------- |
| 投手                 | -                                                  | -                    | ヘルマン・マルケス                                               | COL                  |
| 捕手                 | サルバドール・ペレス                               | KC                   | J.T.リアルミュート                                               | MIA                  |
| 一塁手               | ホセ・アブレイユ                                   | CWS                  | ポール・ゴールドシュミット                                       | ARI                  |
| 二塁手               | ホセ・アルトゥーベ                                 | HOU                  | ハビアー・バエズ                                                 | CHC                  |
| 三塁手               | ホセ・ラミレス                                     | CLE                  | ノーラン・アレナド                                               | COL                  |
| 遊撃手               | フランシスコ・リンドーア                           | CLE                  | トレバー・ストーリー                                             | COL                  |
| 外野手               | ムーキー・ベッツ マイク・トラウト J.D.マルティネス | BOS LAA BOS          | デビッド・ペラルタ ニック・マーケイキス クリスチャン・イエリッチ | ARI ATL MIL          |
| 指名打者             | J.D.マルティネス                                   | BOS                  | -                                                                | -                    |

### その他表彰
| 表彰                   | アメリカンリーグ            | ナショナルリーグ               |
| ---------------------- | --------------------------- | ------------------------------ |
| カムバック賞           | デビッド・プライス (BOS)    | ジョニー・ベンタース (ATL)     |
| ハンク・アーロン賞     | J.D.マルティネス (BOS)      | クリスチャン・イエリッチ (MIL) |
| 最優秀救援投手賞       | エドウィン・ディアス（SEA） | ジョシュ・ヘイダー（MIL）      |
| ロベルト・クレメンテ賞 | -                           | ヤディアー・モリーナ (STL)     |

| Topps All-Star Rookie Team | Topps All-Star Rookie Team     | Topps All-Star Rookie Team |
| -------------------------- | ------------------------------ | -------------------------- |
| 捕手                       | ホルヘ・アルファーロ           | PHI                        |
| 一塁手                     | ライアン・オハーン             | KC                         |
| 二塁手                     | グレイバー・トーレス           | NYY                        |
| 三塁手                     | ミゲル・アンドゥハー           | NYY                        |
| 遊撃手                     | ウィリー・アダメス             | TB                         |
| 外野手                     | ロナルド・アクーニャ・ジュニア | ATL                        |
| 外野手                     | ハリソン・ベイダー             | STL                        |
| 外野手                     | フアン・ソト                   | WSH                        |
| 右投手                     | ウォーカー・ビューラー         | LAD                        |
| 左投手                     | ライアン・ヤーブロー           | TB                         |
| 救援投手                   | A.J.ミンター                   | ATL                        |
| 二刀流                     | 大谷翔平                       | LAA                        |

### アメリカ野球殿堂入り表彰者
- BBWAA選出[229]
  - チッパー・ジョーンズ
  - ブラディミール・ゲレーロ
  - ジム・トーミ
  - トレバー・ホフマン
- ベテランズ委員会選出[230]
  - ジャック・モリス
  - アラン・トランメル

## 引退
- 5月10日 - カイル・ローシュ
- 5月27日 - クリス・メドレン
- 6月7日 - アーロン・ラフィー
- 6月18日 - ブライアン・ペーニャ
- 6月27日 - ジェイソン・ワース
- 7月2日 - シェーン・ビクトリーノ、8月3日にフィラデルフィア・フィリーズと1日契約
- 7月3日 - コルビー・ラスムス
- 7月13日 - チェイス・アトリー、シーズン限り
- 7月25日 - アンドレ・イーシア
- 8月11日 - ジョニー・ジアボテラ
- 8月13日 - ルーク・ホッチェバー
- 8月14日 - ブランドン・マカーシー、シーズン限り
- 8月15日 - ビクター・マルティネス、シーズン限り
- 9月4日 - ライアン・ハワード
- 9月13日 - デビッド・ライト、シーズン限り
- 10月10日 - ブラッド・ジーグラー
- 11月9日 - ジョー・マウアー
- 11月20日 - エイドリアン・ベルトレ
- 12月8日 - マイク・ナポリ
- 12月10日 - ミゲル・モンテロ
- 12月21日 - スティーブ・ジョンソン

## 永久欠番
- 5月29日 - ロイ・ハラデー、トロント・ブルージェイズ、32
- 8月11日 - バリー・ボンズ、サンフランシスコ・ジャイアンツ、25
- 8月12日 - ジャック・モリス、デトロイト・タイガース、47
- 8月18日 - ジム・トーミ、クリーブランド・インディアンス、25
- 8月26日 - アラン・トランメル、デトロイト・タイガース、3